# Arthur Krams
Arthur Krams est un chef décorateur américain né le 15 juillet 1912 à New York (État de New York) et mort le 29 septembre 1985 dans le quartier de Woodland Hills à Los Angeles (Californie).

## Biographie
Il est aussi connu pour avoir participé au réaménagement de la villa Pickfair après le mariage de Mary Pickford avec Buddy Rogers.

## Filmographie (sélection)
- 1948 : Parade de printemps (Easter Parade) de Charles Walters
- 1948 : Le Pirate (The Pirate) de Vincente Minnelli
- 1949 : Ville haute, ville basse (East Side, West Side) de Mervyn LeRoy
- 1949 : Entrons dans la danse (The Barkleys of Broadway) de Charles Walters
- 1950 : Trois petits mots (Three Little Words) de Richard Thorpe
- 1952 : La Veuve joyeuse (The Merry Widow) de Curtis Bernhardt
- 1953 : Lili de Charles Walters
- 1953 : Histoire de trois amours (The Story of Three Loves) de Gottfried Reinhardt et Vincente Minnelli
- 1954 : Tennessee Champ de Fred M. Wilcox
- 1955 : Le Bouffon du roi (The Court Jester) de Melvin Frank et Norman Panama
- 1955 : La Rose tatouée (The Rose Tattoo) de Daniel Mann
- 1955 : Artistes et Modèles (Artists and Models) de Frank Tashlin
- 1955 : La Main au collet (To Catch a Thief) d'Alfred Hitchcock
- 1956 : Le Faiseur de pluie (The Rainmaker) de Joseph Anthony
- 1956 : L'Homme qui en savait trop (The Man Who Knew Too Much) d'Alfred Hitchcock
- 1957 : Règlements de comptes à OK Corral (Gunfight at the O.K. Corral) de John Sturges
- 1958 : Vague de chaleur (Hot Spell) de Daniel Mann et George Cukor
- 1959 : En lettres de feu (Career) de Joseph Anthony
- 1960 : Mince de planète (Visit to a small planet) de Norman Taurog
- 1961 : Été et Fumées (Summer and Smoke) de Peter Glenville
- 1961 : Il a suffi d'une nuit (All in a Night's Work) de Joseph Anthony
- 1968 : Pendez-les haut et court (Hang 'Em High) de Ted Post

## Distinctions
Oscar des meilleurs décors

### Récompenses
- en 1956 pour La Rose tatouée

### Nominations
- en 1953 pour La Veuve joyeuse
- en 1954 pour Lili et pour Histoire de trois amours
- en 1956 pour La Main au collet
- en 1960 pour En lettres de feu
- en 1961 pour Mince de planète
- en 1962 pour Été et Fumées